# Односи Србије и Пољске
Односи Србије и Пољске су инострани односи Републике Србије и Републике Пољске.

## Историја односа

### Односи Југославије и Пољске
Влада ДФЈ је 30. марта 1945. признала Привремену пољску владу, чије се седиште налазило у ослобођеној Пољској.
На крају Другог светског рата на западним границама ФНРЈ су се налазиле јединице пољске емигрантске армије генерала Андерса.
18. марта 1946. ФНРЈ и Република Пољска су потписале уговор о пријатељству и узајамној помоћи.
Маршал Тито је био тријумфално дочекан у Варшави 1946.

## Билатерални односи
Званични дипломатски односи су успоставили 1919. године.
Пољска је приступила НАТО пакту 1999, а Европској унији 2004.
Пољска је прва словенска земља која је признала једнострано проглашење независности Косова.
6. маја 2011. премијер Доналд Туск посетио је Р. Србију. ПВ Доналд Туск је поново посетио Србију 10. јуна 2013.
Пољска је била уздржана по питању пријема Косова у УНЕСКО 2015.

### Економски односи
- У 2020. укупна робна размена је износила око 1,520 милијарде долара (извоз Србије 644,5 а увоз 875,7 млн. УСД).
- У 2019. години размена роба укупно је вредела 1,441 милијарду УСД (извоз из наше земље 542 а увоз 899 млн. долара).
- У 2018. размењено је укупно робе вредне 1,382 милијарде долара (извоз РС био је 460 а увоз 922 млн. УСД).
- У 2012. години размена роба укупно је вредела 687 милиона УСД (извоз Србије 161 а увоз 526 млн. долара).
- У 2007. укупна робна размена износила је 388 милиона долара (извоз из наше земље 135 а увоз 253 млн. УСД).[2][3]

### Дипломатски представници

#### Амбасада Републике Пољске у Београду‎
- Рафал Перл, амбасадор, од 2020.
- Анджеј Кјнђук, отправник послова, 2018. - 2020.
- Томаш Његођиш, амбасадор, 2016. - 2018.
- Александер Хећко, амбасадор, 2014. - 2016.
- Анджеј Јасионовски, амбасадор, 2009. - 2014.
- Маћеј Шимањски, амбасадор, 2005. - 2009.
- Тадеуш Дјем, амбасадор, 2001. - 2005.
- Славомир Домброва, амбасадор, 1996. - 2001.
- Јулјан Сутор, отпр. послова, 1992. - 1996.
- Јежи Хмјелевски, амбасадор, 1991. - 1992.
- Тадеуш Порембски, амбасадор, 1989. - 1990.
- Чеслав Пјотровски, амбасадор, 1986. - 1989.
- Виктор Кинецки, амбасадор, 1979. - 1985.
- Јануш Буракјевич, амбасадор, 1971. - 1978.
- Тадеуш Финђињски, амбасадор, 1967. - 1971.
- Александер Малецки, амбасадор, 1959. - 1965.
- Хенрик Грохулски, амбасадор, 1954. -
- Јан Карол Венде, амбасадор, 1945. - 1950. - (амбасада се враћа у Београд)
- Мјечислав Мархлевски, посланик, 1942. - 1945. - (септ. 1943. влада и посл. привремено се на неких год. дана измештају у Каиро)
- Роман Дeмбицки, посланик, 1935. - 1942. - (јуна 1941. избегличка влада па и посланство се сели у Лондон)
- Владислав Гинтер-Шварцбург, посланик, 1931. - 1935.
- Вацлав Бабински, посланик, 1929. - 1931.
- Мјхал Квапјшевски, отпр. послова, 1928. - 1929.
- Зђислав Окенцки, посланик, 1921. - 1928.
- Зигмунт Стефањски, отпр. послова, 1920. - 1921.
- Еразм Пилц, посланик, 1919. - 1920.
- Чеслав Прушињски, отпр. послова, 1919. - (први пољски дипломата у Београду)

#### У Варшави
Амбасада Републике Србије у Варшави (Пољска) радно покрива и Литванију.
- Небојша Кошутић, амбасадор, 2022. -
- Никола Зуровац, амбасадор, 2019. - 2021.
- Радојко Богојевић, амбасадор, 2009. - 2016.
- Никола Зуровац, отправник послова, 2006. - 2009.
- Рамиз Башић, амбасадор, 2004. - 2006.
- /  Зоран Новаковић, амбасадор, 2001. - 2004.
- /  Мурат Аговић, амбасадор, 1990. - 1993.
- Бранко Пухарић, амбасадор, 1986. - 1990.
- Миливоје Максић, амбасадор, 1982. - 1986.
- Мухидин Бегић, амбасадор, 1978. - 1982.
- Михаило Швабић, амбасадор, 1974. - 1978.
- Владо Малески, амбасадор, 1970. - 1974.
- Арсо Милатовић, амбасадор, 1967. - 1970.
- Љубо Бабић, амбасадор, 1963. - 1967.
- Франце Хочевар, амбасадор, 1959. - 1963.
- Рато Дугоњић, амбасадор, 1958. - 1959.
- Миле Милатовић, амбасадор, 1955. - 1958.
- Раде Прибићевић, амбасадор, 1947. - 1950.
- /  Божо Љумовић, амбасадор, 1945. - 1946.
- Алојзиј Кухар, посланик у Лондону, 1941. -
- Добросав Адамовић, отправник послова, 1939.
- Александар Вукчевић, посланик, 1938. - 1939.
- Владислав Мартинац, посланик, 1937.
- Славко Којић, отправник послова
- Првислав Грисогоно, посланик, 1935. - 1937.
- Бранко Лазаревић, посланик, 1929. - 1935.
- Јован Миланковић, посланик, 1928. - 1929.
- Милутин Јовановић, посланик, 1927.
- Љубомир Нешић, посланик, 1926. - 1927.
- Јеврем Симић, посланик, 1920. - 1926.
- /  Јеврем Тадић, отправник послова, 1919. - 1920.

## Занимљивости
- Пољаци и Пољска се у ранијим српским изворима најчешће називају — Лехи или Лешка земља, врло ретко Пољска.[5]
- Године 1869. Зигмунт Милковски (Т. Т. Јеж) изабран је за иностраног члана Српског ученог друштва.
- Артур Бурда био је почасни конзул Пољске у Краљевини Југославији
- Краљ Александар I Карађорђевић је одликован пољским орденом Виртути милитари првог степена

## Галерија
- Посланик у Краљевини СХС, 1921. - 1928.
- Отправник послова у Краљевини СХС, 1928. - 1929.
- Посланик у Краљевини Југославији, 1931. - 1935.
- Посланик у Краљевини Југославији, 1935. - 1942.